# Prințul Louis de Wales
Prințul Louis de Wales (Louis Arthur Charles; n. 23 aprilie 2018) este al treilea copil al Prințului William, prinț al Țării Galilor și al soției acestuia, Catherine, Ducesă de Cornwall și Cambridge. El este al patrulea în linia de succesiune la tronul britanic.

## Naștere
Palatul Kensington a anunțat pe 4 septembrie 2017, că Ducele și Ducesa de Cambridge așteaptă cel de al treilea copil. . Bebelușul s-a născut la data de 23 aprilie la ora locală 11:01 și a cântărit 3,8 kg la naștere. Ducele de Cambridge a asistat la naștere. Echipa spitalul a fost condusă de Guy Thorpe-Beeston.
Copilul a fost văzut pentru prima dată în public, după șapte ore de la nașterea sa, în fața Spitalului St. Mary. În conformitate cu tradiția regala, numele prințului  nu a fost anunțat imediat, dar 4 zile mai târziu, pe 27 aprilie 2018, numele acestuia a fost anunțat ca fiind Louis Arthur Charles.

## Titlul și succesiune

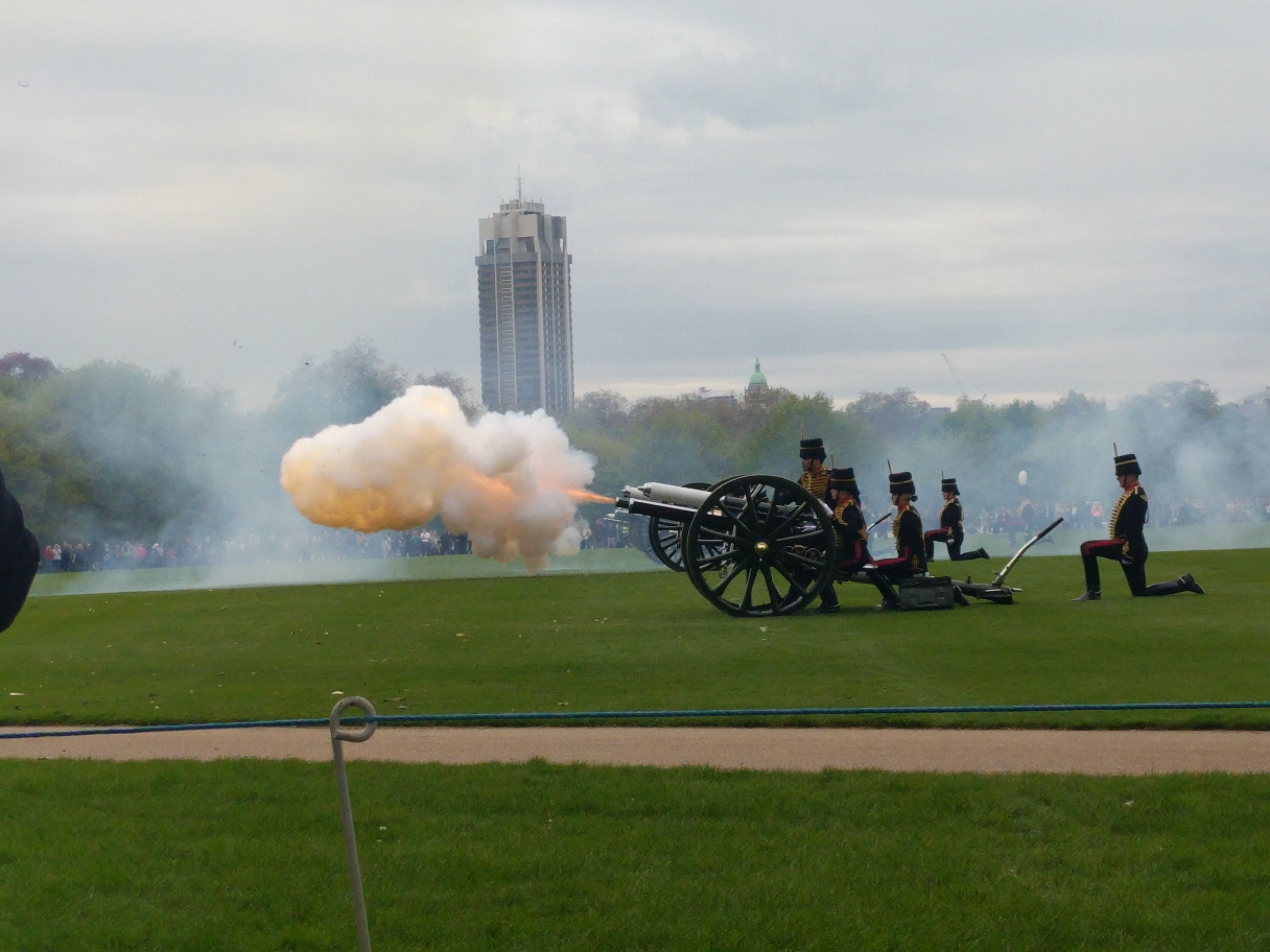
Salutul Armatei în Hyde Park, din Londra, pentru a marca nașterea prințului Louis

- 23 aprilie 2018 – 8 septembrie 2022: Alteța Sa Regală Prințul Louis de Cambridge
- 8 septembrie 2022 – prezent: Alteța Sa Regală Prințul Louis de Cornwall și Cambridge
- 9 septembrie 2022 – prezent: Alteța Sa Regală Prințul Louis de Wales

La 31 dece, regina Elisabeta a II-a a emis un nou set de Letters patent garantând pentru toți copiii fiului cel mare al Prințului de Wales titlul de Alteță Regală. Acest act îl înlocuiește pe cel precedent, emis de regele George al V-lea la 11 decembrie 1917, care limita acordarea titului princiar numai copiilor suveranului, copiilor fiilor suveranului și fiului cel mare al fiului cel mare al Prințului de Wales.
În timp ce acest lucru nu l-ar fi afectat pe Prințul George, fiind fiul cel mare al Ducelui de Cambridge, care este fiul cel mare al Prințului de Wales, oricare dintre viitorii lui frați născuți în timpul domniei reginei Elisabeta a II-a ar fi purtat titlul de Lord sau Lady până când bunicul lor, Prințul Charles ar fi urcat pe tron.

## Legături externe
- Site-ul oficial al Familiei Regale
- Ducele și Ducesa de Cambridge